# Vlag van Gouvy
Van de vlag van Gouvy is niet bekend of deze ooit officieel is vastgesteld als de gemeentevlag van de gemeente Gouvy in de Belgische provincie Luxemburg. De vlag kan als volgt worden beschreven:
Wit, met in het midden het gemeentewapen, en onder in zwart "Commune de Gouvy", met letters.
Volgens Armoiries communales en Belgique. Communes wallonnes, bruxelloises et germanophones, er wordt geen gemeentelijke vlag gebruikt in Gouvy.